# Şarköy (Bartın)
Şarköy è un villaggio del distretto di Bartın nella provincia di Bartın in Turchia. Nel 2010 la sua popolazione era di 1 173 abitanti. L'altitudine media sul livello del mare è di 299 metri.